# Carlos Gómez-Múgica
Carlos Gómez-Múgica Sanz (Madrid, 19 de mayo de 1951) es un diplomático español. Fue embajador de España en Honduras (1995-2000), Colombia (2002-2007), Bélgica (2007-2010), y Canadá (2012-2017).

## Carrera diplomática
Licenciado en Derecho, ingresó en 1978 en la carrera diplomática. Ha estado destinado en las representaciones diplomáticas españolas en Turquía, Argentina y Francia. Ha sido vocal asesor y asesor ejecutivo en el gabinete del ministro de Defensa. En 1995 fue nombrado embajador de España en Honduras y, posteriormente, embajador en misión especial para las Cumbres Iberoamericanas. 
Su etapa de servicio en Honduras coincidió con la reconstrucción tras el paso del Huracán Mitch, por lo que -en reconocimiento al esfuerzo del Gobierno y Pueblo de España- se le otorgaron diferentes condecoraciones, perdurando su obra a través de instituciones como el Instituto España Jesús Milla Selva o el programa Aula Mentor.
Posteriormente fue el embajador español en Colombia (2002-2007), Bélgica (2007-2010), y Canadá (2012-2017).

## Producción literaria
- Prólogo a Antología de las Artes Plásticas y Visuales de Honduras “Obed Valladares” (1999). Centro Cultural de España en Tegucigalpa, 2000.
- Prólogo a Antología de las Artes Plásticas y Visuales de Honduras “Aníbal Cruz” (1998). Centro Cultural de España en Tegucigalpa, 1999.
- Prólogo a Antología de las Artes Plásticas y Visuales de Honduras “Teresita Fortín” (1997). Centro Cultural de España en Tegucigalpa, 1998.
- Prólogo a Antología de las Artes Plásticas y Visuales de Honduras “Max Euceda” (1996). Centro Cultural de España en Tegucigalpa, 1997.